# Rastafari (album Sizzli)
Rastafari – czterdziesty pierwszy album studyjny Sizzli, jamajskiego wykonawcy muzyki reggae i dancehall.
Płyta została wydana 4 marca 2008 roku przez wytwórnię Rude Boy Records. Znalazła się na niej kompilacja najnowszych singli wokalisty. Produkcją nagrań zajął się Patrick Collins.

## Lista utworów
1. "Worldwide Love"
2. "Love the Life"
3. "Cut & Clear"
4. "Just Mi Love"
5. "Clip Pan Dem"
6. "Black Woman Lovin"
7. "Define Yourself"
8. "Just Like"
9. "Trust & Love"
10. "Rastafari"
11. "It Goes Like This"
12. "We Black People"
13. "Azanldo"
14. "Handling"
15. "Bless"
16. "Don't Be Disappointed"